# Seven Days in the Sun (EP Askil Holm)
Seven Days in the Sun è un EP del cantante norvegese Askil Holm, pubblicato nel 2002.

## Tracce
1. Seven Days in the Sun (testo: Martin Hagfors)
2. Wonderland (testo: Martin Hagfors)
3. Moonlanding
4. Safe Embrace
5. Trampoline (testo: Martin Hagfors)
6. Soundtrack in His Eyes

## Formazione
- Askil Holm - voce, chitarra, campionamenti, percussioni, tastiere, arrangiamenti
- Bår Stenvik - arrangiamenti
- Morten Strøm - basso, chitarra baritona
- Freddy Bolsø - batteria, percussioni
- Sander Stedenfeldt Olsen - tastiere, pianoforte elettrico (Fender Rhodes e Wurlitzer), mellotron, campionamenti, minimoog, organo (Farfisa)
- Bård Ingebrigtsen - chitarra, voce
- Even Granås - percussioni (in Seven Days in the Sun)
- Anne Marte Strøm - violoncello (in Wonderland)
- Øyvind Brandtsegg - drum programming (in Wonderland)
- Kjell Are Strøm - flauto (in Wonderland)
- Ole Jørgen Melhus - trombone (in Wonderland)
- Lasse Tronstad - tromba (in Wonderland)
- Kine Wallum - flauto (in Moonlanding)
- Sveinar Hoff - batteria e percussioni (in Seven Days in the Sun, Wonderland e Safe Embrace)
- Daniel Hovik - tastiere, pianoforte elettrico (Fender Rhodes) e minimoog (in Seven Days in the Sun, Wonderland e Safe Embrace)
- William Hut - cori (in Soundtrack in His Eyes)
- Bjarte Ludvigsen - cori (in Trampoline), percussioni e tastiere (in Soundtrack in His Eyes)